# Black Star Inc.
Black Star Inc. (Black Star Incorporated) - selo fonográfico independente e produtora audiovisual russa. O fundador e dono do selo fonográfico é o artista de hip-hop e produtor  musical Timur Yunusov (Timati). A receita da empresa na Rússia em 2024 foi de 5,6 milhões de euros.